# Obchodní dům Centrum (Brno)
Obchodní dům Centrum je funkcionalistická budova architekta Vladimíra Karfíka v centru Brna z let 1930–1931. Jde o jedinou Karfíkovu meziválečnou stavbu v Brně. Dům byl plánován jako 28patrová budova s výškou přesahující 100 m. Stavba je od roku 1988 památkově chráněna.

## Historie
Původní plán počítal s 28patrovým mrakodrapem, ovšem kvůli nestabilnímu terénu byl počet pater snížen na 23 a později na pouhých 8. Stavba obchodního domu pro firmu Baťa proběhla v letech 1930–1931, prodejna sem byla přemístěna z nedalekého paláce Morava. Po druhé světové válce ji vystřídal obchodní dům Centrum, pro jehož potřeby byla budova v roce 1966 necitlivě stavebně upravena, čímž ztratila charakteristické střídání horizontálních pásů čirého a bílého skla.
Objevilo se několik návrhů na dostavbu nehotového mrakodrapu, jeden z nich od architektky Evy Jiřičné z roku 2008, který měl navázat na meziválečnou estetiku a dostavět jedenáct nových pater s byty a zelenými terasami. Z realizace ale nakonec sešlo kvůli nesouhlasu brněnského Národního památkového ústavu.

## Galerie

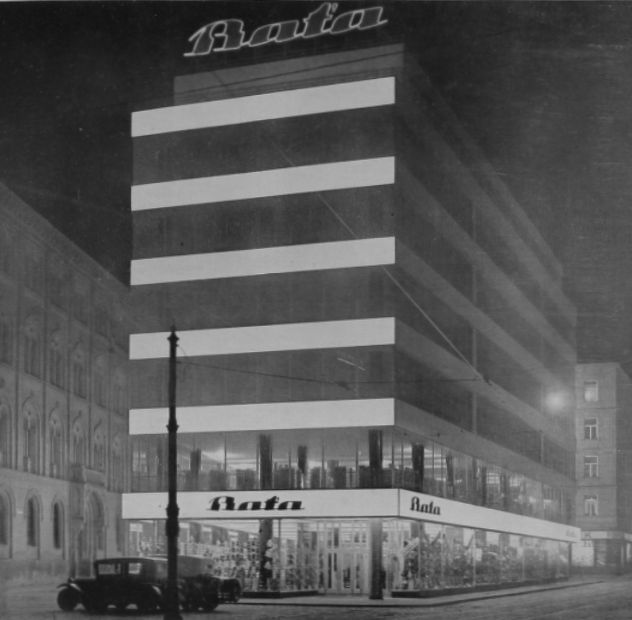
Obchodní dům Baťa, Brno (1937)
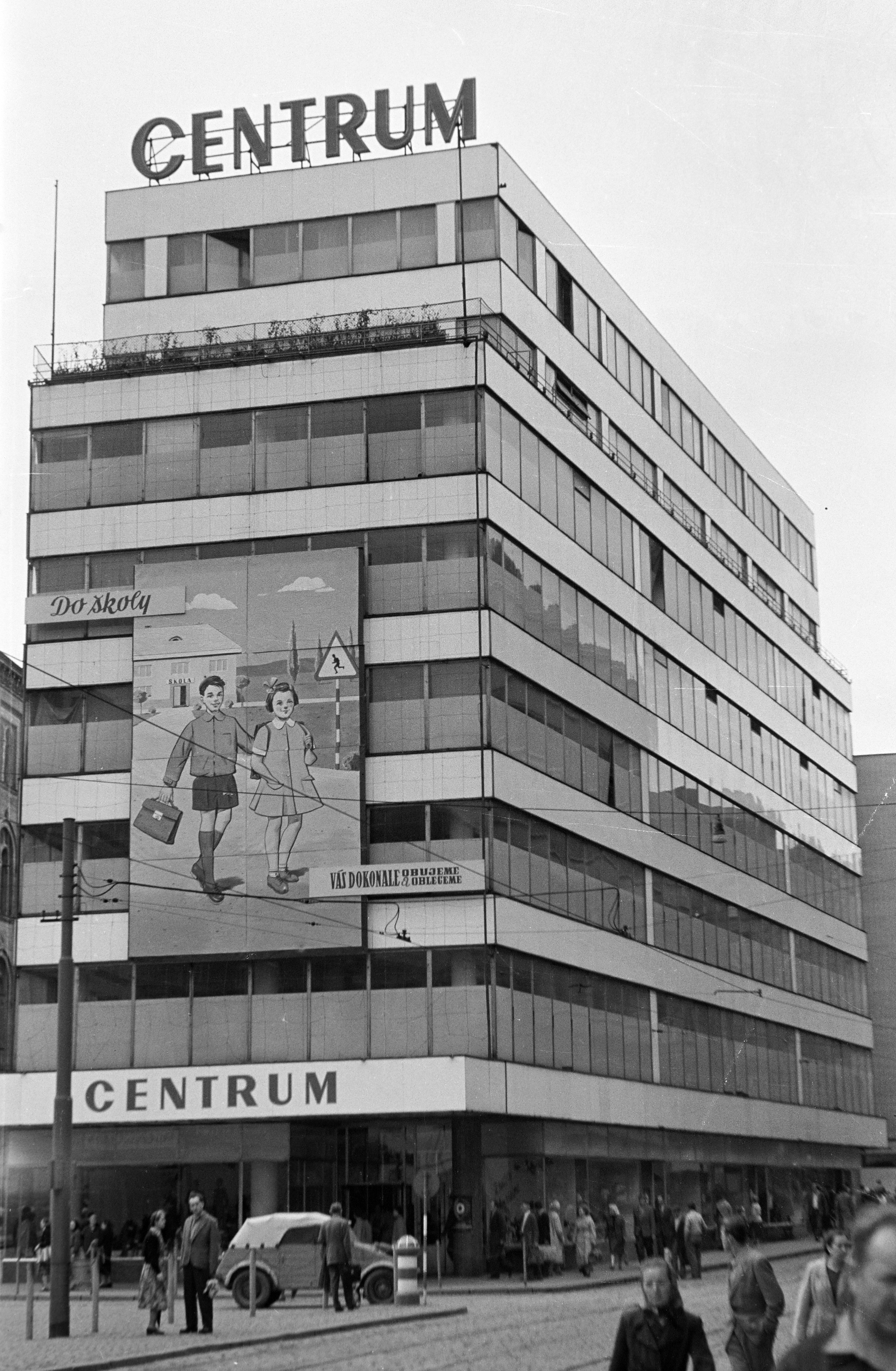
Obchodní dům Centrum v původní podobě (1956)
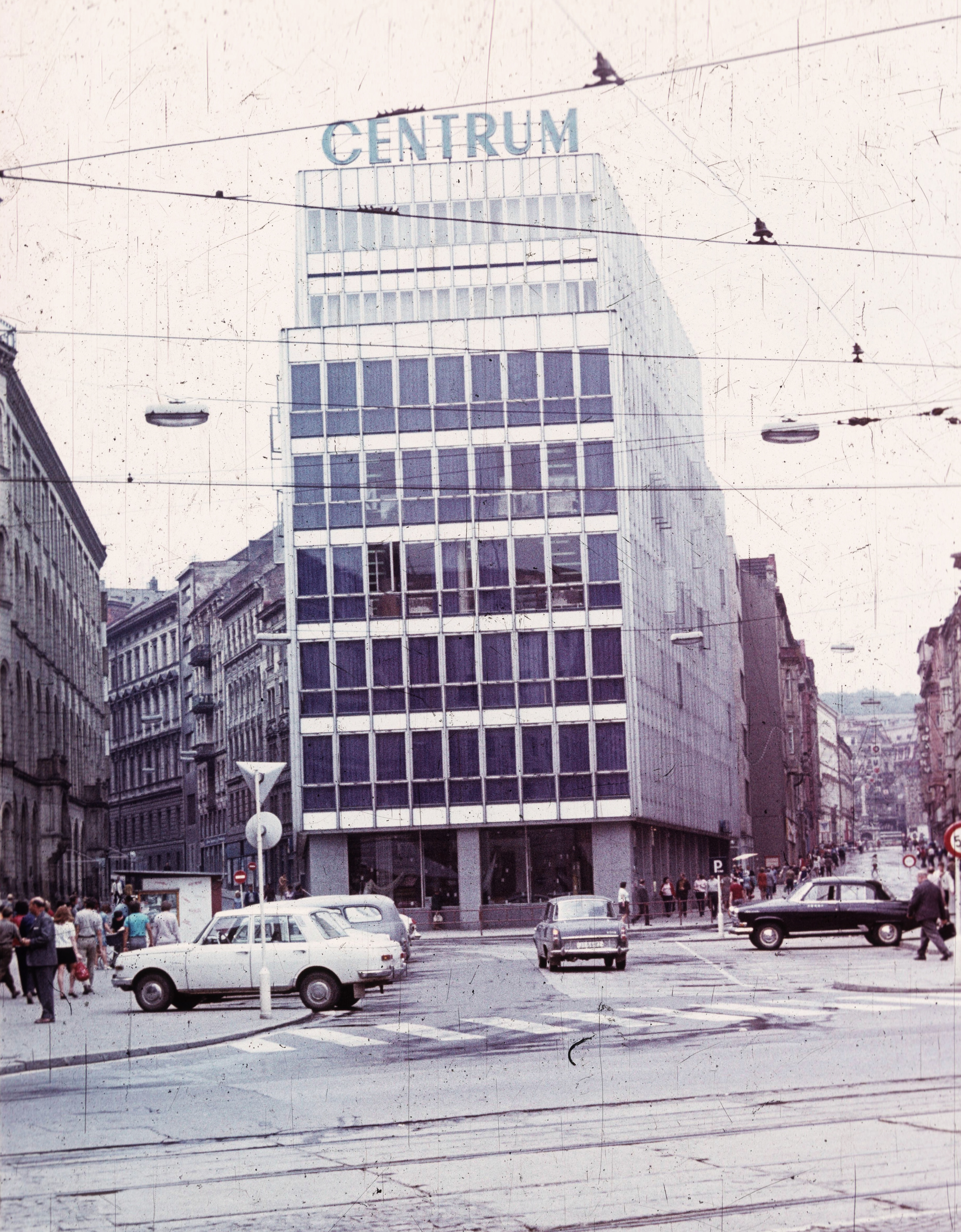
Čelní pohled s nápisem Centrum (1975)
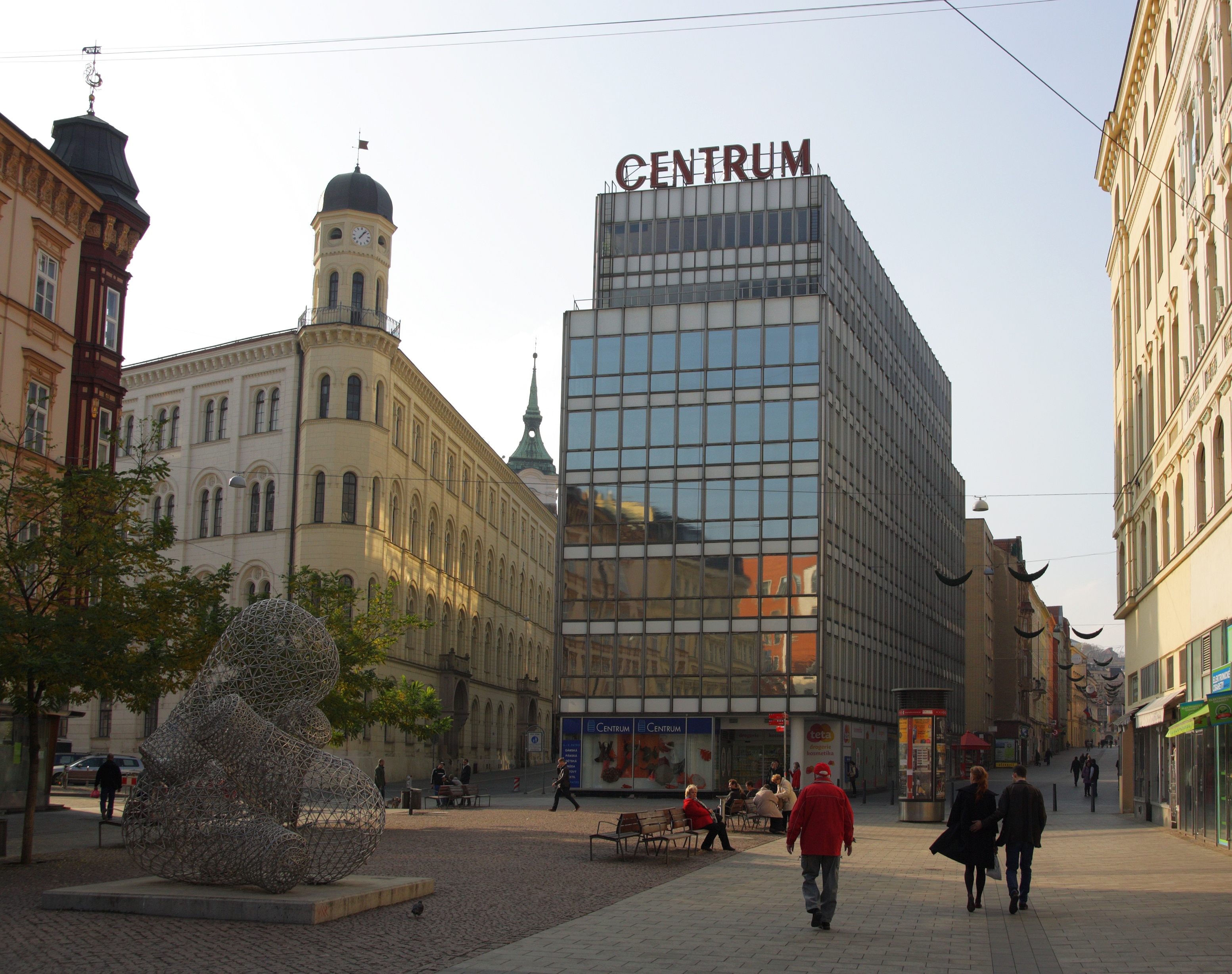
Čelní pohled s nápisem Centrum (2015)
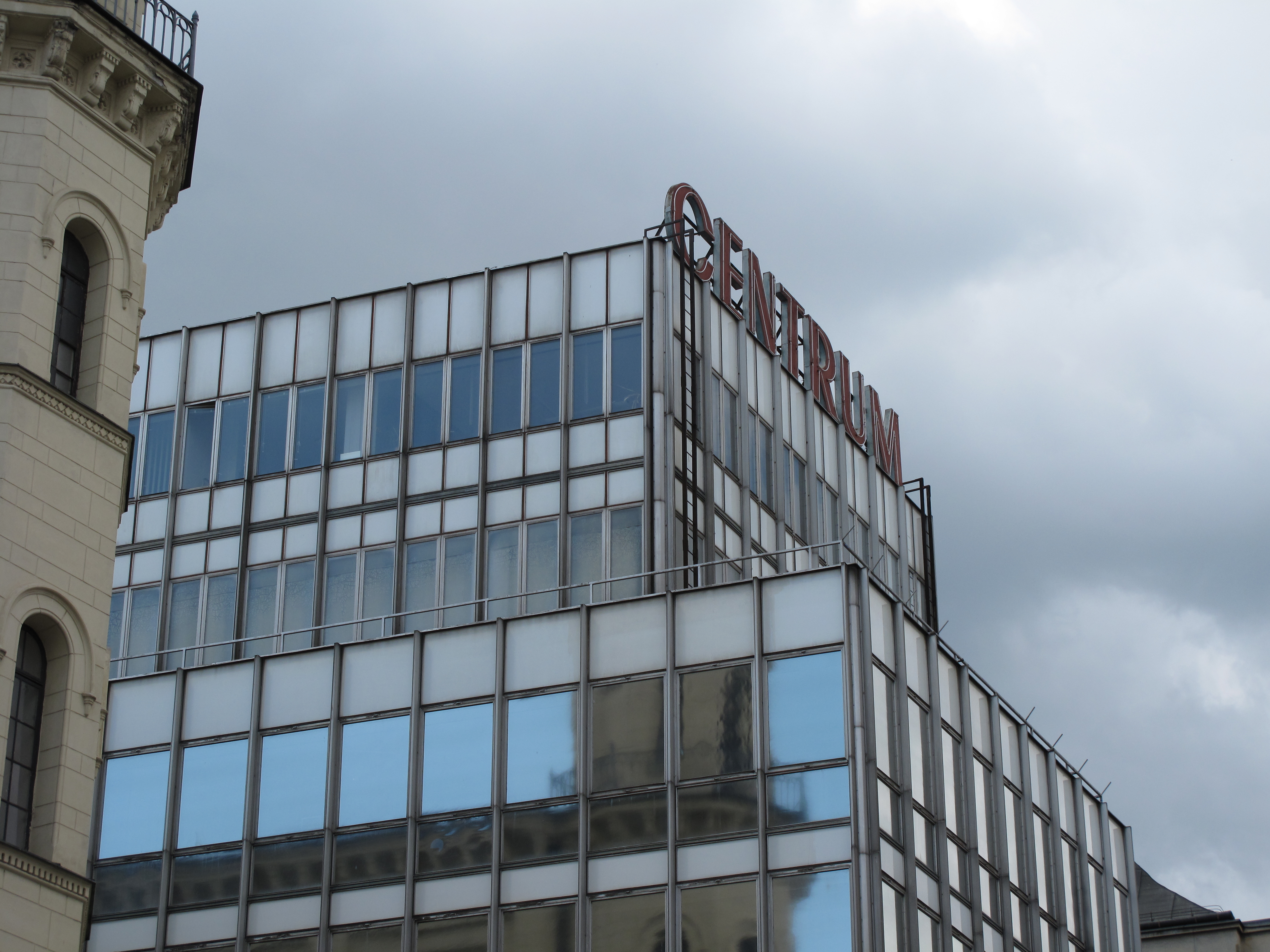
Horní část budovy
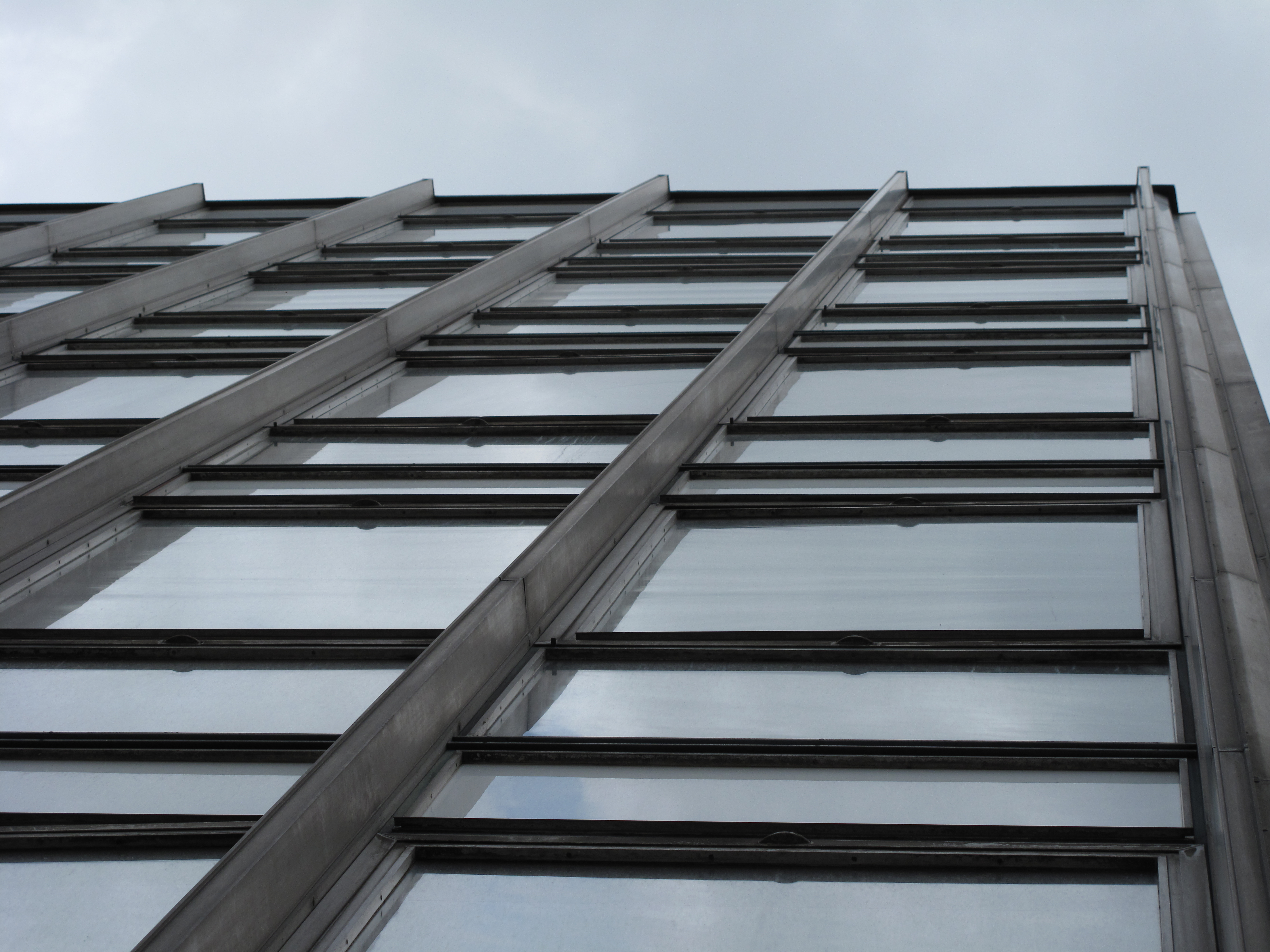
Lišty a okna členící fasádu